# Sporni (Krasnodar)
Sporni (del ruso: Спорный) es un jútor del raión de Gulkévichi del krai de Krasnodar, en el sur de Rusia. Está situado en la orilla derecha del río Zelenchuk Treti, 24 km al suroeste de Gulkévichi y 117 km al este de Krasnodar, la capital del krai.  Tenía 88 habitantes en 2010.
Pertenece al municipio Skobelevskoye.